# GAZ Gazelle
Il GAZ Gazelle è un minibus prodotto da GAZ dal 1994, come successore del minibus RAF-2203. Il veicolo è una copia del Ford Transit. Attualmente sono state prodotte e vendute circa 2 milioni unità del veicolo, è il veicolo commerciale leggero più venduto in Russia e nei paesi della CSI in quanto conveniente, economico, e affidabile. Dal 2014 è iniziata la produzione della GAZ Gazelle Next modernizzata, sebbene la produzione non si sia interrotta. Il veicolo viene prodotto in molte varianti e viene esportato a Cuba, in Lettonia, Lituania, Messico, Cecoslovacchia, Bulgaria, Romania e Italia. Il veicolo è considerato leggendario in molti paesi grazie alla sua alta produzione.
Dal 1998 il veicolo ha iniziato ad essere esportato anche in Bielorussia e Ucraina. Nel 2003 un crash test tra un GAZ-3309 e un GAZelle ha avuto luogo a 62mph, il GAZelle è stato gravemente danneggiato ma il GAZ-3309 non ha subito molti danni. Il veicolo ha ottime capacità di cross-country. In Ucraina il veicolo è prodotto da AvtoVAZ. Dal 2003 è in produzione anche una versione fuoristrada.

## Versioni
- GAZ Gazelle: normale variante di minibus in produzione dal 1994.
- GAZ-3305: versione con cassone ribaltabile in produzione dal 1995.
- GAZ-3221: versione realizzata sia per cargo che per passeggeri, è in produzione dal 1995.
- GAZ-9865: versione pick-up in produzione dal 2015.
- GAZ-6982: versione furgone cargo in produzione dal 1998.
- GAZ-8915: versione con motore della GAZ Gazelle Next, in produzione dal 2019.